# Brücke der Legionen

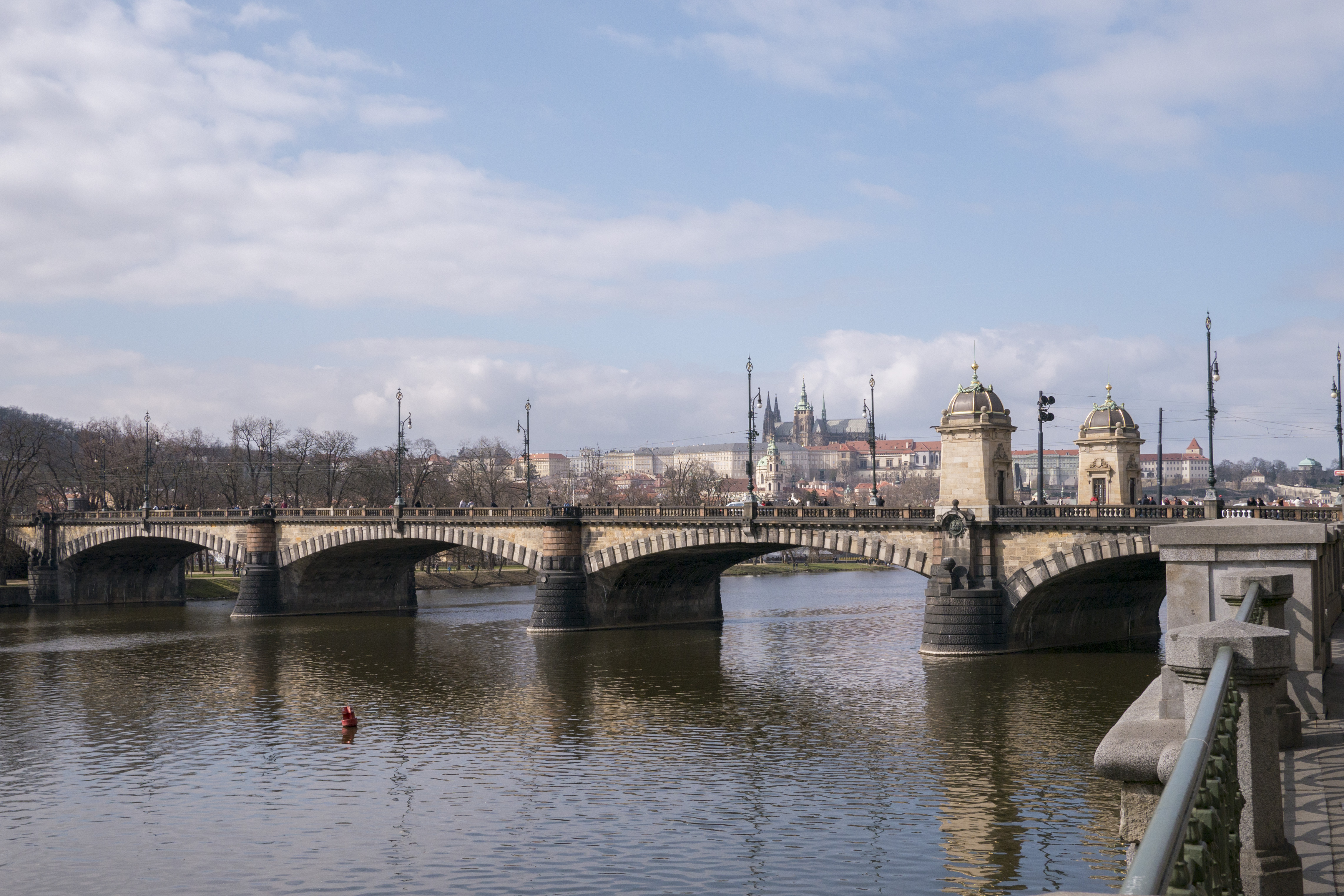
Brücke der Legionen, im Hintergrund die Prager Burg

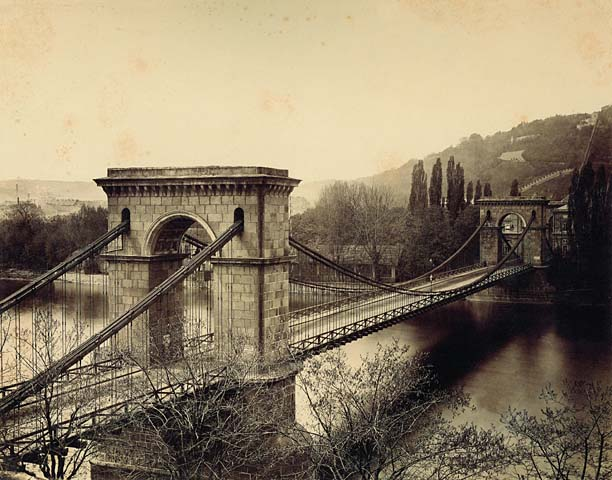
Die Franz.-I.-Brücke im Jahr 1885

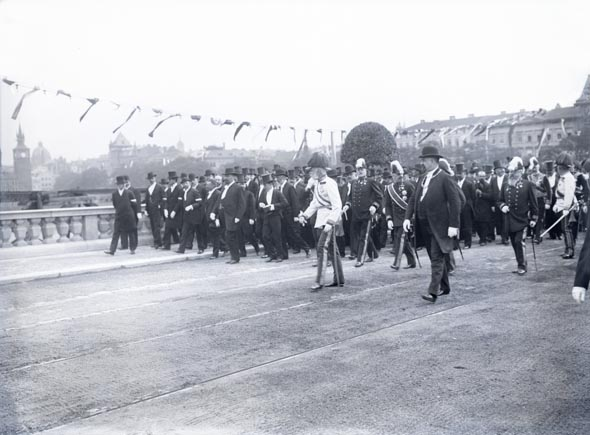
Franz Joseph eröffnet die neue Brücke am 14. Juni 1901

Die Brücke der Legionen (tschechisch Most Legií) ist eine kombinierte Straßen- und Straßenbahnbrücke über die Moldau in Prag. Sie verbindet die Národní třída über eine Insel (Střelecký ostrov) führend mit der Kleinseite. Sie besteht seit 1901 und ist nach den Tschechoslowakischen Legionen benannt.

## Geschichte
Nachdem in Prag eine zweite Moldaubrücke neben der Karlsbrücke immer dringlicher wurde, begann im Jahr 1839 Adalbert Lanna mit dem Bau einer Kettenbrücke nach dem Entwurf von Friedrich Schnirch. Die nach Kaiser Franz I. benannte, 413 Meter lange Brücke wurde am 6. November 1841 in Betrieb genommen und galt als Meisterwerk der Ingenieurbaukunst. Bald jedoch zeigte sich, dass die Tragkraft der Brücke zu gering ausgelegt war. Ab 1857 wurden besonders schwere Wagen aus Sicherheitsgründen wieder über die alte Karlsbrücke geführt. Die Pferdestraßenbahnlinien endeten an beiden Seiten der Brücke und die Fahrgäste mussten diese zu Fuß überqueren.
1898 wurde der Verkehr auf der Brücke eingestellt und auf ein hölzernes Provisorium umgeleitet. Nach den Plänen des Architekten Antonín Balšánek wurde umgehend der Bau einer neuen Steinbrücke begonnen, die am 14. Juni 1901 von Kaiser Franz Joseph eröffnet wurde. Sie wurde von František Křižík mit elektrischer Beleuchtung ausgestattet. Die Brücke aus Granit ist 343 Meter lang und überwindet die Moldau in neun flachen Bögen unterschiedlicher Spannweite. An beiden Enden befinden sich je zwei kleine Türmchen, die zu Beginn zur Einhebung der Maut dienten.

## Namensgebung
Im 20. Jahrhundert wurde die Brücke mehrmals umbenannt. Nach dem Ende der Monarchie und der Gründung der Tschechoslowakei im Jahr 1919 wurde die Franz-I.-Brücke (most císaře Františka I.) in Brücke der Legionen umbenannt. Nach zwei Unterbrechungen – von 1940 bis 1945 hieß sie Smetana-Brücke (Smetanův most), von 1960 bis 1990 Brücke des 1. Mai (most 1. máje) – trägt die Brücke heute wieder diesen Namen. Brücke der Legionen nimmt Bezug auf die Tschechoslowakischen Legionen im Ersten Weltkrieg.